# Isobel
"Isobel" är en låt av den isländska sångerskan Björk, utgiven som andra singel från albumet Post den 14 augusti 1995. Förutom Björk är låten även skriven av Nellee Hooper, Marius de Vries och Sjón, och producerades av Björk och Hooper. Låten har uppnått plats 23 på den brittiska singellistan.
Björk har förklarat att "Isobel" är första delen av låten "Bachelorette" från albumet Homogenic (1997). I en intervju med Paper i september 1997 nämnde Björk följande angående låten: "Så Isobel bestämmer sig för att återvända till staden och ta ett tåg, som på 30-talet, i Sydamerika någonstans. Hon bestämmer sig för att konfrontera fegisarna som inte vågar bli kära i kärlek. Så du ser – det är som att Isobel har återvänt."

## Musikvideo
Musikvideon till låten regisserades av den franske videoproducenten Michel Gondry. Videon är surrealistisk och inspelad i svart/vitt.

## Låtlista
Brittisk CD 1 (172TP7CD; Utgiven: Augusti 1995)
1. "Isobel" - 5:48
2. "Charlene" - 4:45
3. "I Go Humble" - 4:46
4. "Venus as a Boy" (Harpsichord) - 2:13

Brittisk CD 2 (172TP7CDL; Utgiven: 1995)
1. "Isobel" - 5:48
2. "Isobel" (Deodato Mix) - 6:11
3. "Isobel" (Siggtriplet Blunt Mix) - 4:50
4. "Isobel's Lonely Heart" (Goldie Remix) - 8:09

Fransk CD (577 703-2; Utgiven: 1995)
1. "Isobel" - 5:46
2. "Isobel" (Deodato Mix) - 6:09
3. "I Go Humble" - 4:44
4. "Sweet Intuition" - 4:42